# Лукаш Тесак
Лукаш Тесак (словац. Lukáš Tesák, нар. 8 березня 1985, Ж'яр-над-Гроном) — словацький футболіст, захисник клубу «Арсенал» (Тула) та національної збірної Словаччини.

## Клубна кар'єра
У дорослому футболі дебютував 2005 року виступами за «Дубницю», в якій провів один сезон, взявши участь лише у 26 матчах чемпіонату.
Згодом грав за словацькі клуби «Жиліна», «Рімавска Собота», «Сениця» та «Татран».
В серпні 2010 року став гравцем луганської «Зорі», де провів два наступних сезони, зігравши у 33 матчах чемпіонату і 4 іграх національного кубку, після чого покинув клуб на правах вільного агента.
У липні 2012 року уклав контракт з клубом «Торпедо» (Москва), що виступав у першості ФНЛ, у складі якого провів наступні два роки своєї кар'єри гравця. За підсумками сезону 2013/14 був визнаний найкращим захисником ФНЛ і допоміг команді піднятись у Прем'єр-лігу . 
1 серпня 2014 року перейшов до складу іншого новачка Прем'єр-ліги «Арсеналу» (Тула), проте за підсумками першого ж сезону його клуб покинув елітний дивізіон, але Лукаш продовжив виступати за клуб. Наразі встиг відіграти за тульську команду 37 матчів в національному чемпіонаті.

## Виступи за збірну
5 вересня 2015 року дебютував у складі національної збірної Словаччини у відбірковому матчі Євро 2016 проти Іспанії (0:2). Наразі провів у формі головної команди країни 1 матч.